# Nueve de Julio (San Juan)
Nueve de Julio – miasto w Argentynie, położone w południowej części prowincji San Juan.
W mieście znajduje się węzeł drogowy-RP155, RP182 i RP191.